# آورونکیان
آورونکیان (به لاتین: Aurunci) یکی از قبایل باستانی ایتالیا بودند که از هزاره اول قبل از میلاد در جنوب ایتالیا، خاصه استان کامپانیا، می‌زیستند. ایشان در نیمه‌ی دوم سده چهارم قبل از میلاد از رومیان شکست خوردند و به جمهوری روم منضم شدند.

## نام
Aurunci نامی است که نویسندگان رومی به یک قبیله‌ی باستانی ایتالیا داده‌اند و ظاهراً این قبیله را یونانیان آوسونان می‌خوانده‌اند. احتمالاً، ضمن یک فرایند تغییر صدای همخوان لثوی به همخوان ر-گونه، صامت s بدل به r شده است: Ausoni > Auroni > Auronici > Aurunci

## زیستگاه
برطبق دانشنامه بریتانیکا، ایشان میان رودهای والتورنو لیری می‌زیستند که امروزه در محدوده‌ی استان کَسرتاست؛ مهم‌ترین شهرشان نیز سوئسا آورونکا بود که امروزه سسا آورونکا نامیده می‌شود.

## تاریخ
نخستین‌باری که در تاریخ روم به آورونکیان اشاره می‌شود ایشان را مردمی جنگجو و نیرومند توصیف می‌کند که متصرفاتشان را تا مرزهای لاتیوم گسترانده‌اند.
تیتوس لیویوس، مؤلف از پیدایش روم، می‌گوید که در ۵۰۳ ق.م. دو دولت‌شهر لاتین کورا و سوئسا پومتیا از رومیان بریدند و به آورونکیان درپیوستند. رومیان سپاه بزرگ آورونکیان را شکست دادند و سوئسا پومتیا را گرفتند و چنان کشتند که تعداد کشتگان بیش از آنِ اسیران شد و همان اسیران را نیز بی‌قاعده از دم‌تیغ گذراندند. در ۴۹۵ ق.م، پس از شکست ولسکیان از رومیان، آورونکیان در حمایت از ولسکیان به‌سوی آریکیا، از مستعمرات روم، راه افتادند اما در جنگی که روی داد از کنسول پوبلیوس سرویلیوس شکست یافتند.
زین‌پس، از آورونکیان نامی برده نمی‌شود تا اینکه در ۳۴۴ ق.م. لیویوس ــ بدون نام بردن از آورونکیان ــ از قومی سخن می‌گوید که در کوهستان روکامونفینا ساکنند و به‌آسانی شکست یافته تحت سلطه‌ی روم درآمدند.
در ۳۱۳ ق.م، یک مستعمره‌ی رومی در سوئسا پومتیا تأسیس شد و احتمال می‌رود که موجودیت ملی این قوم در این سال پایان یافته باشد.

## میراث
کوهستان آورونکی و شهر کنونی سسا آورونکا نام خود را از آورونکیان گرفته‌اند.